# 1965年逝世人物列表
1965年逝世人物列表：1月 - 2月 - 3月 - 4月 - 5月 - 6月 - 7月 - 8月 - 9月 - 10月 - 11月 - 12月
下面是1965年逝世的知名人士列表。

## 1月

### 4日
- 托马斯·斯特尔那斯·艾略特，美裔英國作家。[1]

### 10日
- 安東寧·貝奇瓦爾，捷克斯洛伐克天文學家
- 弗雷德里克·弗利特，泰坦尼克號上的英國水手和瞭望員

### 12日
- 洛林·汉斯伯里，非裔美國劇作家和作家

### 14日
- 珍妮特·麥克唐納，美國女演員和歌手

### 15日
- 皮埃爾·恩根丹杜姆韋，蒲隆地第4任和第6任總理（遇刺）

### 20日
- 艾倫·弗裡德，美國唱片騎師

### 24日
- 温斯顿·丘吉尔，英國政治家和政治家，兩次擔任英國首相，第二次世界大戰領導人，諾貝爾文學獎獲得者[2]

### 27日
- 哈桑·阿裡·曼蘇爾，伊朗政治家，伊朗第69任總理

### 28日
- 泰莫爾·本·費薩爾，馬斯喀特和阿曼蘇丹
- 蒂奇·弗里曼，英國板球運動員[3]
- 馬克西姆·魏剛，法國將軍

### 31日
- 康斯坦丁·穆拉维耶夫，保加利亞第31任總理

## 2月

### 5日
- 歐文·培根，美國演員

### 6日
- 弗里德里希，霍亨索倫親王

### 7日
- 南斯·奧尼爾，美國舞台和電影女演員

### 9日
- 汗·巴哈杜爾·阿赫薩努拉，印度教育家、哲學家、慈善家、社會改革家和唯心主義者[4]

### 13日
- 温贝托·德尔加多，葡萄牙將軍和反對派政治家
- 威廉·赫德·基爾派翠克，美國數學家和哲學家

### 14日
- 德西雷-埃米爾·英格爾佈雷希特，法國作曲家

### 15日
- 納特·金·科爾，美國歌手和音樂家[5]

### 19日
- 福雷斯特·泰勒，美國演員
- 湯姆·威爾遜，美國演員

### 20日
- 米哈烏·瓦申斯基，波蘭電影導演和製片人[6]

### 21日
- 麥爾坎·X，美國民權活動家[7]

### 22日
- 费利克斯·弗兰克福特，美國最高法院大法官

### 23日
- 斯坦·勞雷爾，英國演員[8]

### 24日
- 伊東武夫，日本將軍

### 28日
- 阿道夫·谢尔夫，奧地利政治家，奧地利第6任總統

## 3月

### 5日
- 薩爾瓦多·卡斯塔內達·卡斯特羅，薩爾瓦多第31任總統

### 6日
- 瑪格麗特·杜蒙，美國女演員

### 7日
- 路易絲·蒙巴頓，瑞典女王，古斯塔夫六世·阿道夫國王的第二任妻子

### 13日
- 科拉多·吉尼，義大利統計學家[9]
- 維托里奧·亞諾，義大利汽車設計師[10]
- 范諾利，阿爾巴尼亞主教、詩人和政治家，阿爾巴尼亞第13任總理

### 14日
- 馬里恩·鐘斯·法誇爾，美國網球冠軍

### 17日
- 南希·庫納德，英國作家、女繼承人和政治活動家
- 阿莫斯·阿朗佐·斯塔格，美國棒球、籃球和足球運動員兼教練

### 18日
- 法鲁克一世，埃及被廢黜的國王

### 19日
- 格奧爾基·格奧爾基烏-德伊，羅馬尼亞共產黨領導人，羅馬尼亞第47任總理

### 22日
- 菲德爾·達維拉，西班牙將軍兼部長

### 23日
- 梅·默里，美國女演員

### 25日
- 喬治·費德里科·蓋迪尼，義大利作曲家
- 維奧拉·柳佐，美國一神論普世主義者和民權活動家

### 28日
- 玛丽长公主，英皇佐治五世和特克的瑪麗的第3個孩子
- 傑克·霍克西，美國演員，牛仔競技表演者

### 30日
- 菲力浦·肖瓦爾特·亨奇，美國醫生，諾貝爾生理學或醫學獎獲得者

## 4月

### 3日
- 雷·恩萊特，美國電影導演

### 9日
- 謝爾曼·明頓，美國政治家，美國最高法院大法官[11]

### 10日
- 蓮達·丹妮露，美國女演員
- La Belle Otero，西班牙女演員、舞蹈家和交際花

### 14日
- 倫納德·穆迪，英國演員[12]
- 佩里·愛德華·史密斯和理查·希柯克，美國被定罪的殺人犯

### 16日
- 悉尼·厄尔·卓别林，英國演員

### 18日
- 吉列爾莫·岡薩雷斯·卡馬雷納，墨西哥發明家

### 21日
- 爱德华·阿普尔顿，英國物理學家，諾貝爾獎獲得者
- 佩德羅·阿爾比祖·坎波斯，波多黎各獨立宣導者[13]

### 23日
- 喬治·亞當斯基，波蘭裔美國不明飛行物作家

### 24日
- 路易絲·德萊塞，美國女演員

### 27日
- 爱德华·默罗，美國記者[14]

### 30日
- 海倫·錢德勒，美國女演員

## 5月

### 1日
- 林德利·阿姆斯壯·鐘斯，美國音樂家和樂隊領隊

### 6日
- 奥伦·E·朗，美國政治家，夏威夷第10任州長

### 7日
- 刘亚楼，中国人民解放军第一任空军司令
- 查理斯·希勒，美國攝影師
- 阿爾夫·比約恩斯考·巴斯蒂安森，挪威牧師和政治家

### 9日
- 利奧波德·菲格爾，奧地利第14任總理兼奧地利代理總統

### 10日
- 胡貝圖斯·范穆克，荷屬東印度群島總督[15]

### 14日
- 弗朗西丝·珀金斯，第一位被任命為美國總統內閣成員的女性（工黨）

### 15日
- 伊斯雷爾·巴爾-耶胡達，猶太復國主義活動家和以色列政治家

### 18日
- 伊莱·科恩，以色列間諜

### 21日
- 傑弗里·德·哈威蘭，英國航空先驅和飛機公司創始人[16]

### 23日
- 羅西娜·安塞爾米，義大利女演員
- 大衛·史密斯，美國雕塑家

### 25日
- 桑尼·博伊·威廉姆森，美國藍調音樂家

### 27日
- 約翰·萊因哈特·布魯，美國軍官、教育家、商人和政治家[17]

## 6月

### 1日
- 厄爾·科利·蘭博，美式橄欖球運動員和教練

### 5日
- 埃莉諾·法瓊，英國兒童文學作家
- 威爾海姆王子，南曼蘭公爵

### 7日
- 裘蒂·霍利迪，美國女演員、喜劇演員和歌手

### 11日
- 何塞·門德斯·卡貝薩達斯，葡萄牙海軍軍官，葡萄牙第94任總理和葡萄牙第9任總統

### 13日
- 马丁·布伯，奧地利裔以色列哲學家

### 15日
- 史蒂夫·科克倫，美國演員

### 19日
- 詹姆斯·科利普，加拿大生物化學家

### 20日
- 伯纳德·巴鲁克，美國金融家和總統顧問

### 22日
- 大卫·O·塞尔兹尼克，美國電影製片人

### 23日
- 瑪麗·博蘭德，美國女演員

### 28日
- 雷德·尼科爾斯，美國爵士樂小號演奏家

### 30日
- 貝茜·巴里斯卡爾，美國女演員

## 7月

### 1日
- 沃利·哈蒙德，英國板球運動員

### 7日
- 摩西·夏里特，以色列第二任總理

### 8日
- T.S.斯特裡布林，美國小說家[18]

### 11日
- 雷·柯林斯，美國演員

### 13日
- 劳雷亚诺·戈麦斯，哥倫比亞第43任總統

### 14日
- 阿德萊·史蒂文森二世，美國政治家
- 马克斯·伍斯纳姆，英國運動員

### 19日
- 克萊德·比蒂，美國馴獸師
- 英格麗德·瓊克，南非荷蘭語詩人
- 李承晚，韓國政治家，韓國第一任總統

### 24日
- 康斯坦斯·貝內特，美國女演員

### 28日
- 江戶川亂步，日本作家

### 30日
- 谷崎潤一郎，日本著名的小說家
- 皮埃爾·魯傑羅·皮喬，義大利第一次世界大戰戰鬥機王牌，空軍將軍[19]

## 8月

### 1日
- 约翰·米勒，美國奧運賽艇運動員-男子八人制

### 6日
- 南希·卡羅爾，美國女演員
- 埃弗雷特·斯隆，美國演員

### 8日
- 雪莉·杰克逊，美國作家

### 9日
- 克賴頓·黑爾，美國演員

### 13日
- 池田勇人，日本政治家，日本第38任首相

### 25日
- 约翰尼·海斯，美國奧運運動員

### 27日
- 勒·柯布西耶，瑞士建築師

### 28日
- 拉希德·阿里·盖拉尼，伊拉克政治家，伊拉克第9任總理
- 朱利奥·拉卡，以色列物理學家

### 29日
- 保羅·瓦納，美國棒球運動員

## 9月

### 4日
- 汤米·汉普森，英國奧運運動員
- 阿爾伯特·史懷哲，阿爾薩斯醫生和傳教士，諾貝爾和平獎獲得者

### 8日
- 桃乐茜·丹缀之，美國女演員
- 赫尔曼·施陶丁格，德國化學家，諾貝爾獎獲得者

### 12日
- 盧西安·特魯斯科特，美國將軍

### 16日
- 弗雷德·昆比，美國動畫電影製片人

### 17日
- 亞歷杭德羅·卡索納，西班牙詩人和劇作家

### 22日
- 奧斯瑪·阿曼，瑞士出生的美國工程師[20]

### 27日
- 克拉拉·鲍，美國無聲電影女演員

## 10月

### 1日
- 安東·布瓦森，美國臨床教牧教育運動的創始人[21]

### 3日
- 王白淵，台灣詩人
- 扎卡里·斯科特，美國演員

### 6日
- 愛德華·埃文斯，英國謀殺案受害者

### 8日
- 湯瑪斯·科斯坦，加拿大作家和記者[22]

### 11日
- 多萝西·兰格，美國攝影師
- 瓦爾特·斯坦普弗利，瑞士聯邦委員會成員

### 12日
- 萨米尔·里法伊，6次約旦首相

### 13日
- 保羅·赫爾曼·穆勒，瑞士化學家，諾貝爾生理學或醫學獎獲得者

### 14日
- 蘭德爾·賈雷爾，美國詩人

### 15日
- 亚伯拉罕·弗兰克尔，以色列數學家和以色列獎獲得者

### 17日
- 巴特·金，美國板球運動員[23]

### 18日
- 奧斯卡·貝雷吉，匈牙利演員
- 亨利·特拉弗斯，英國演員

### 21日
- 比爾·布萊克，美國音樂家和樂隊領隊
- 瑪麗麥當勞，美國女演員

### 22日
- 保羅·田立克，德裔美國基督教存在主義哲學家和神學家

### 23日
- 路易士·德拉普恩特·烏塞達，秘魯遊擊隊領導人

### 24日
- 漢斯·梅爾溫，德國化學家

### 26日
- 西爾維亞·李肯斯，美國謀殺案受害者

### 29日
- 米勒·安德森，美國奧運跳水運動員

### 30日
- 老亞瑟·施萊辛格，美國歷史學家[24]

### 31日
- 麗塔·約翰遜，美國女演員

## 11月

### 2日
- 費利克斯·派瓦，巴拉圭第28任總統
- H·V·伊瓦特，澳大利亞政治家、法官

### 6日
- 埃德加·瓦雷兹，法國出生的美國作曲家
- 克拉倫斯·威廉姆斯，美國音樂家

### 7日
- 米尔扎·巴希鲁丁·马末·阿末，伊斯蘭教艾哈邁迪亞穆斯林社區第二任哈裡發

### 8日
- 多蘿西·基爾加倫，美國報紙專欄作家和電視名人
- 艾瑪·格拉馬蒂卡，義大利女演員

### 12日
- 馬尼·本納，法國畫家
- 塔希爾·賽義夫丁，印度波赫拉精神領袖[25]

### 16日
- 老哈裡·布萊克斯通，美國魔術師和魔術師[26]
- 威廉·托马斯·科斯格雷夫，愛爾蘭政治家，臨時政府和愛爾蘭自由邦執行委員會主席

### 18日
- 哈立德·阿茲姆，5次敘利亞總理和敘利亞代理總統
- 亨利·阿加德·华莱士，美國第33任副總統

### 24日
- 阿卜杜拉三世·薩利姆·薩巴赫，科威特埃米爾

### 25日
- 邁拉·赫斯，英國鋼琴家

## 12月

### 5日
- 約瑟夫·厄爾蘭格，美國生理學家和學者，諾貝爾獎獲得者

### 9日
- 布蘭奇·里奇，美國棒球主管

### 10日
- 亨利·考埃尔，美國作曲家

### 11日
- 喬治·康斯坦丁內斯庫，羅馬尼亞科學家

### 15日
- 約瑟夫·巴米納，蒲隆地第8任總理（被處決）

### 16日
- 威廉·索默赛特·毛姆，英国作家
- 鐵托·斯基帕，義大利男高音

### 24日
- 威廉·布蘭納姆，美國部長

### 27日
- 埃德加·恩德，德國畫家

### 29日
- 山田耕筰，日本作曲家和指揮家